# Żelatyna wybuchowa
Żelatyna wybuchowa – materiał wybuchowy będący 10% mieszaniną azotanu celulozy z nitrogliceryną. W temperaturze pokojowej jest żelem o barwie żółtej. Nitrogliceryna ma dodatni bilans tlenowy, zaś azotan celulozy ujemny i dlatego miesza się je, by uzyskać ładunek o zerowym bilansie (wybuchając wytwarza wyłącznie azot, dwutlenek węgla i wodę). Dzięki tym właściwościom jest to najczęściej używany w górnictwie środek kruszący – unika się zanieczyszczenia powietrza kopalni trującym tlenkiem węgla, który wytwarza się przy wybuchach materiałów o ujemnym bilansie tlenowym.
Właściwości wybuchowe:
- Prędkość detonacji 7890 m/s
- Temperatura gazów 4780 °C
- Wydęcie w bloku ołowianym 550 ml
- Ciśnienie na froncie detonacji  19,6 GPa